# Halv vind

Halvvind. Den blå pilen representerar vinden.

Halv vind eller halvvind är den bog på vilken ett segelfartyg eller en segelbåt går, då vinden kommer in ungefär tvärs (från båtens sida).
Halvvindsbogen är i allmänhet den som ger en båt dess högsta fart, eftersom seglen kan skotas ut så långt, eller brassas så, att vindens aerodynamiska kraft på seglen får nästan samma riktning, som den i vilken båten färdas. Härmed är den på båten krängande kraften mindre än vid bidevind och därmed också vattenmotståndet mot båtens skrov. Vid öppen vind (slör och läns) kommer den skenbara vinden att minska, vilket har stor betydelse för snabba båtar. Dessutom är bermuda- och stagseglen på moderna segelbåtar inte särskilt effektiva på läns.